# 罗阿讷
罗阿讷（法語：Roanne，發音：[ʁɔan] ⓘ），法国中东部城市，奥弗涅-罗讷-阿尔卑斯大区卢瓦尔省的一个市镇，也是该省的一个副省会，下辖罗阿讷区。罗阿讷位于卢瓦尔省北部，卢瓦尔河畔，是一个区域性的经济和工业中心，其市镇面积为16.12平方公里，2022年1月1日时人口数量为35,364人，是该省人口第三多的市镇。
工业革命时期，罗阿讷得铁路和运河之便，成为了重要的交通枢纽，城市也随之得到快速发展。罗阿讷因与其同名的兵工厂而闻名，该工厂成立于1917年，曾为法国重要的军事企业，鼎盛时期工人数量达到1.6万，后改造成为一个开放式街区。二战后，受到逆城市化的影响，罗阿讷的人口数量下降超过30%，成为法国人口流失最为严重的城市之一。

## 地名来源

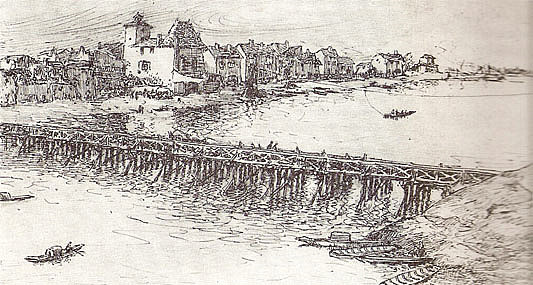
1814年的罗阿讷

“罗阿讷”一名来源于其罗马时期的名称，后经不断演变成为了。

## 历史
罗阿讷所处的区域历史早在青铜器时期就已出现人类活动，罗马时期成为两条大道的交汇点，城市得到快速发展。中世纪中期，当地的领主贝拉尔（Bérard）在卢瓦尔河畔修建了罗阿讷城堡。1542年，根据《干邑条约》，罗阿讷所在的福雷 (地区)地区与相邻的雅雷、里昂内及博若莱组成了里昂综合行政区，成为法兰西王国当中的一个具有较多权力的地方行政单位。19世纪时，随着铁路和卢瓦尔运河的建成，罗阿讷成为了这一地区重要的交通枢纽和工商业城市，人口迅速增加。20世纪70年代起，罗阿讷人口数量持续下降，成为了法国中部人口流失最严重的两座城市之一（另一座为蒙吕松）。

## 地理

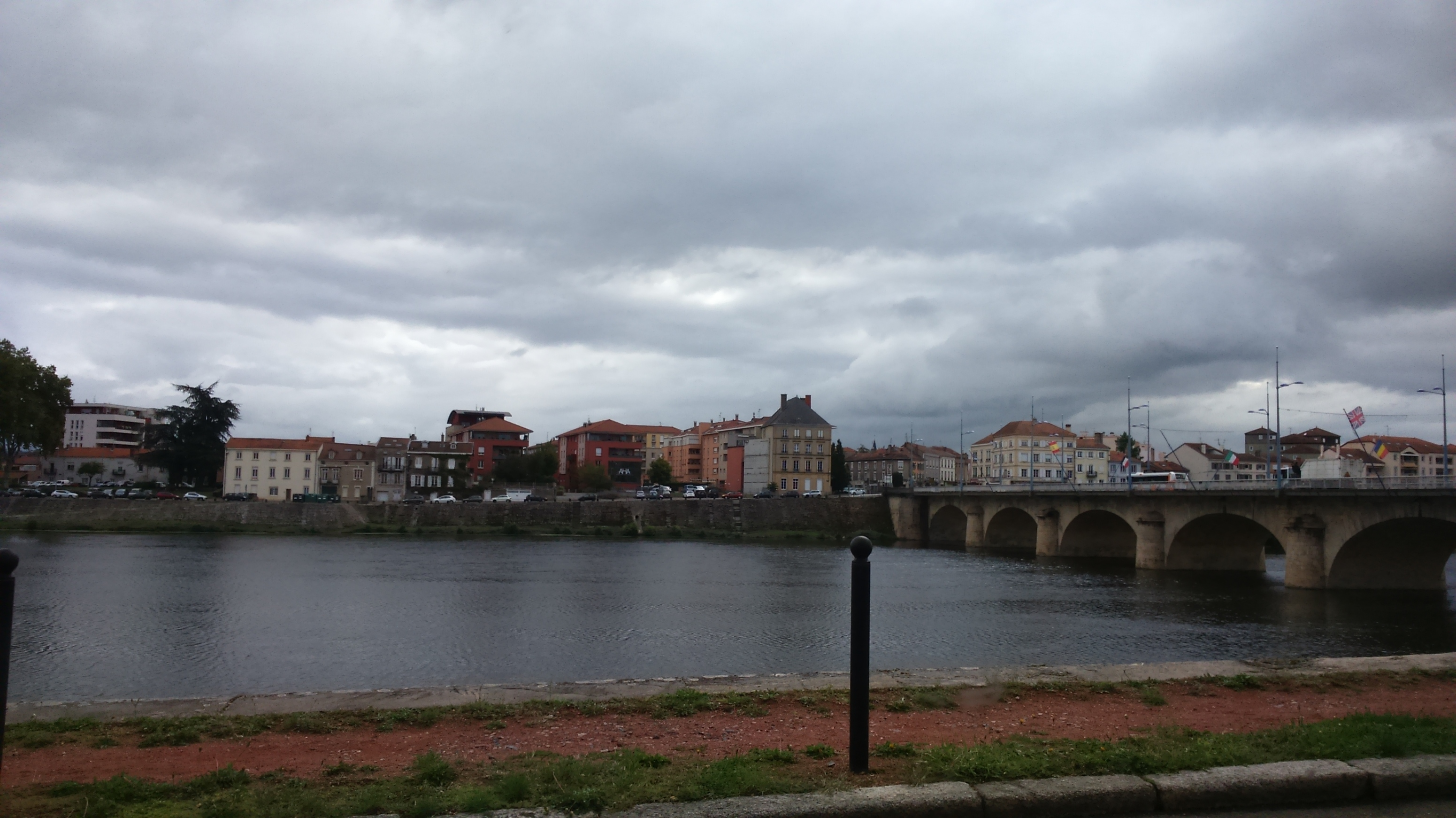
卢瓦尔河畔的罗阿讷

罗阿讷位于法国中东部，奥弗涅-罗讷-阿尔卑斯大区的中北部和卢瓦尔省的北部，距离省会圣艾蒂安大约75公里，距离大区首府里昂大约84公里，距离法国首都巴黎约399公里。与罗阿讷接壤的市镇包括：武日、科梅勒-韦尔奈、维勒雷、勒科托、马布利、佩勒、里奥尔日。

### 地形
罗阿讷位于法国中央高原东部，东西两侧分别为福雷山和里昂内山，市区内则地势平坦，海拔在257至304米之间。

### 地质
罗阿讷附近地表多被现代河流沉积物覆盖。

### 水文
法国第一大河卢瓦尔河自南向北流经罗阿讷市区，其一级支流勒奈松河自西向东流经城市核心区域并与卢瓦尔河交汇，与之平行的运河则自罗阿讷市区北部向北延伸。

### 植被
罗阿讷属于温带落叶林，市区内的绿地公园主要分布在卢瓦尔河两岸及市中心的波皮勒广场附近。

### 气候
罗阿讷在柯本气候分类法中属于温带海洋性气候，年温差较小，降水分布均匀，受大陆气团影响，偶有极端气候出现。
罗阿讷市区内设有气象站，以下为该气象站的数据：
| 罗阿讷 1981–2010年  | 罗阿讷 1981–2010年 | 罗阿讷 1981–2010年 | 罗阿讷 1981–2010年 | 罗阿讷 1981–2010年 | 罗阿讷 1981–2010年 | 罗阿讷 1981–2010年 | 罗阿讷 1981–2010年 | 罗阿讷 1981–2010年 | 罗阿讷 1981–2010年 | 罗阿讷 1981–2010年 | 罗阿讷 1981–2010年 | 罗阿讷 1981–2010年 | 罗阿讷 1981–2010年 |
| 月份                | 1月                | 2月                | 3月                | 4月                | 5月                | 6月                | 7月                | 8月                | 9月                | 10月               | 11月               | 12月               | 全年               |
| ------------------- | ------------------ | ------------------ | ------------------ | ------------------ | ------------------ | ------------------ | ------------------ | ------------------ | ------------------ | ------------------ | ------------------ | ------------------ | ------------------ |
| 历史最高温 °C（°F） | 18.3 (64.9)        | 19.9 (67.8)        | 23.8 (74.8)        | 27.2 (81.0)        | 32 (90)            | 39.4 (102.9)       | 39 (102)           | 38.7 (101.7)       | 33.4 (92.1)        | 28.3 (82.9)        | 21.9 (71.4)        | 19.2 (66.6)        | 39.4 (102.9)       |
| 平均高温 °C（°F）   | 3 (37)             | 4.1 (39.4)         | 7.9 (46.2)         | 10.9 (51.6)        | 15 (59)            | 19 (66)            | 23.3 (73.9)        | 21.7 (71.1)        | 18.8 (65.8)        | 13.9 (57.0)        | 7.7 (45.9)         | 4.6 (40.3)         | 12.5 (54.5)        |
| 日均气温 °C（°F）   | 0.5 (32.9)         | 1.3 (34.3)         | 4.6 (40.3)         | 7.1 (44.8)         | 11.2 (52.2)        | 14.8 (58.6)        | 18.4 (65.1)        | 17.1 (62.8)        | 14.7 (58.5)        | 10.6 (51.1)        | 5.1 (41.2)         | 2.1 (35.8)         | 9 (48)             |
| 平均低温 °C（°F）   | −1.5 (29.3)        | −1.2 (29.8)        | 1.5 (34.7)         | 3.5 (38.3)         | 7 (45)             | 10.8 (51.4)        | 13.8 (56.8)        | 12.8 (55.0)        | 10.5 (50.9)        | 7.5 (45.5)         | 2.7 (36.9)         | 0 (32)             | 5.6 (42.1)         |
| 历史最低温 °C（°F） | −19.6 (−3.3)       | −17.2 (1.0)        | −9 (16)            | −6 (21)            | −2 (28)            | 0 (32)             | 3.1 (37.6)         | 0 (32)             | 0 (32)             | −5.1 (22.8)        | −11.2 (11.8)       | −16 (3)            | −19.6 (−3.3)       |
| 平均降水量 mm（）   | 68.4 (2.69)        | 45.3 (1.78)        | 42.4 (1.67)        | 56.2 (2.21)        | 78.8 (3.10)        | 64.9 (2.56)        | 44.2 (1.74)        | 58.3 (2.30)        | 53.6 (2.11)        | 61.7 (2.43)        | 31.8 (1.25)        | 42.2 (1.66)        | 647.7 (25.50)      |
| 来源：Climat-data   |                    |                    |                    |                    |                    |                    |                    |                    |                    |                    |                    |                    |                    |

## 行政区划
罗阿讷是法国奥弗涅-罗讷-阿尔卑斯大区卢瓦尔省的一个市镇，编号为42187，它也是卢瓦尔省的一个副省会。罗阿讷下辖罗阿讷区，管理罗阿讷第一县和第二县，同时也是罗阿讷城市圈公共社区的办公驻地。
法国国家统计与经济研究所（简称）在进行数据统计时，将罗阿讷及相邻的另外6个市镇设为罗阿讷城市核心区，并将包括核心区在内的周边共39个市镇划为罗阿讷城市区。同时，还将罗阿讷市镇分为了17个“块区”（IRIS），以便于统计人口分布情况。

## 交通

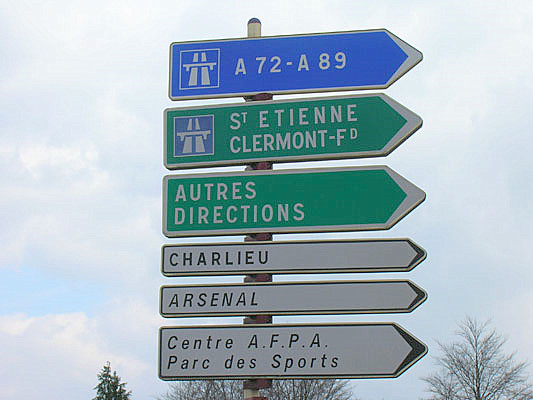
罗阿讷街头的指路牌

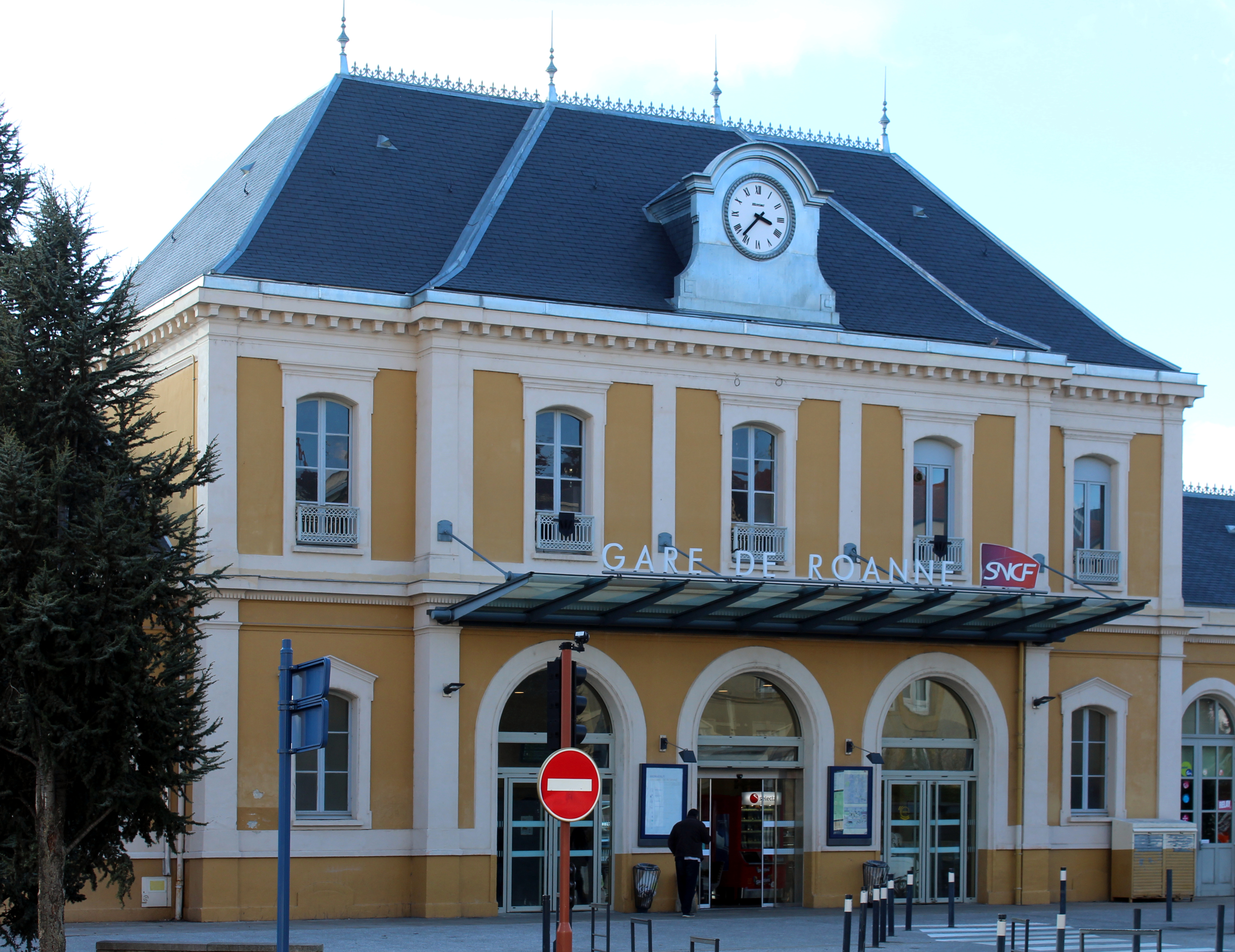
罗阿讷火车站主站房

### 公路
法国国道N7线经过罗阿讷境内，与A89高速公路相连。此外多条卢瓦尔省省道在罗阿讷交汇。
卢瓦尔省城际客运开行由罗阿讷前往附近主要市镇的常规或学生巴士线路。弗利克斯巴士开行直达巴黎的大巴车线路，而奥弗涅-罗讷-阿尔卑斯大区公共交通则开行连接罗阿讷和勒克勒佐高铁站的汽车线路。
2018年，59.1%的罗阿讷居民拥有至少1辆私人汽车

### 铁路
罗阿讷位于莫雷－里昂铁路线上，该铁路为法国中东部重要铁路干线，与勒科托－圣日耳曼欧蒙多尔铁路相连。
罗阿讷火车站位于市中心，卢瓦尔河左岸，该站每天开行前往里昂、圣艾蒂安和克莱蒙费朗三个方向的区域列车，同时停靠由里昂出发前往南特的城际列车，该列车沿途停靠维希、穆兰、讷韦尔、布尔日、维耶尔宗、图尔、索米尔和昂热。2017年，罗阿讷站累计发送旅客数量达98.7万人次。

### 航空
罗阿讷机场位于罗阿讷市区以西大约4公里，罗阿讷附近圣莱热境内，该飞行场未开通民用商业航线。除此之外，距离罗阿讷最近的机场是里昂圣埃克絮佩里机场。

### 水运
在1857年以前，罗阿讷是卢瓦尔运河的起点，该运河自罗阿讷市区向下游延伸，由船闸控制水量，历史上曾为重要的能源物资运输通道，但因陆路交通的兴起和矿产资源的枯竭而逐渐废弃，现仅供私人小型游船通行。

### 城市公共交通
罗阿讷城市公共交通，其简称亦为商业名称，由法国交通发展集团运营，开行16条公交线路，覆盖了市区内的主要街道。

## 政治

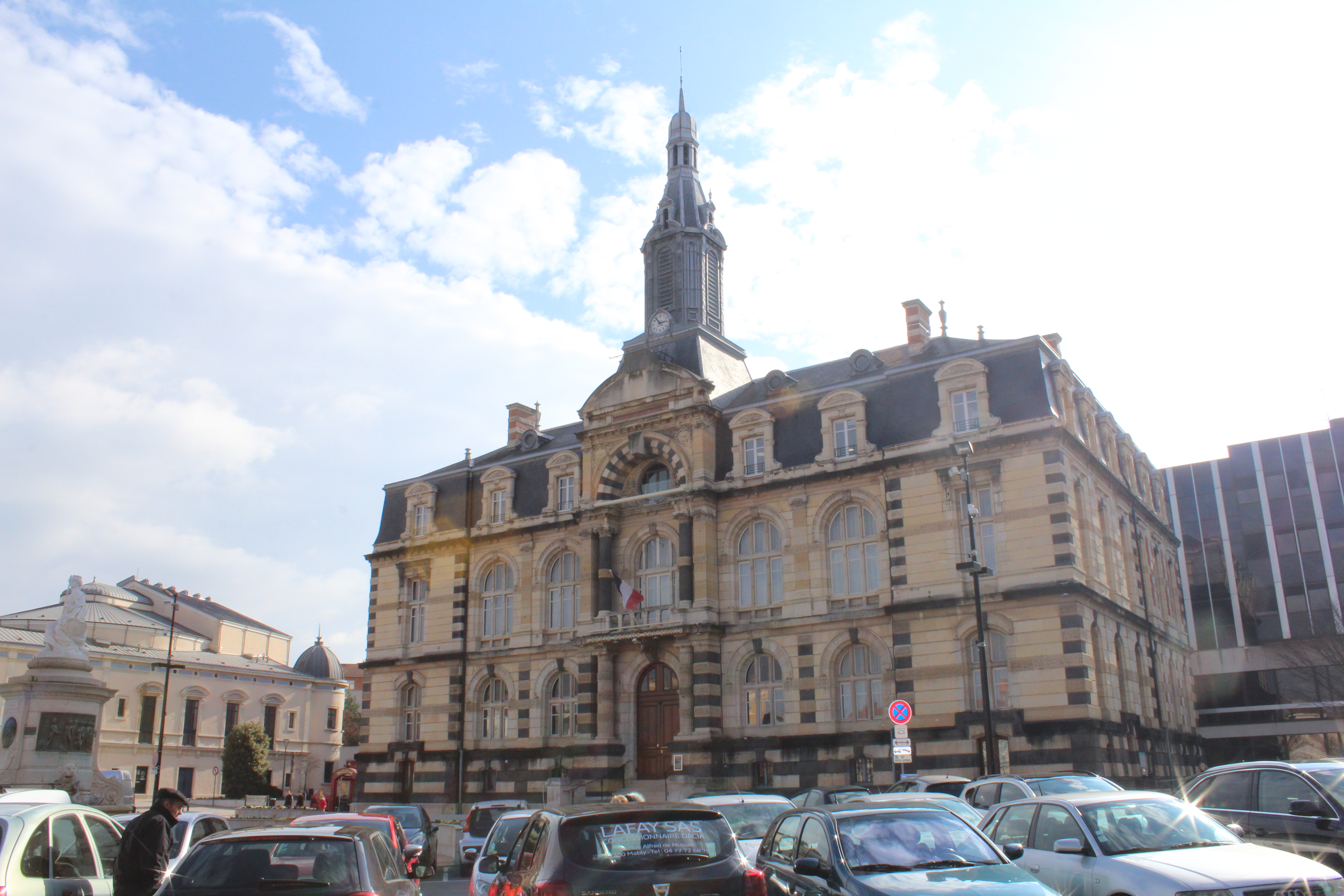
罗阿讷市政厅

现任罗阿讷市长为伊夫·尼科兰先生，他是共和党的一名成员，自2014年12月起担任市长职务，在2020年的市政选举中获得59.04%的支持率。
| 罗阿讷历届市长 |                 |                           |
| 任期           | 市长            | 党派                      |
| 1944年－1952年 | 奥古斯特·杜尔丹 | SFIO工人国际法国支部      |
| 1952年－1959年 | 雅克·古热诺     | SFIO工人国际法国支部      |
| 1959年－1977年 | 保罗·皮耶       | CD法国民主中心            |
| 1977年－2001年 | 让·奥鲁         | PS社会党                  |
| 2001年－2008年 | 伊夫·尼科兰     | UMP人民运动联盟           |
| 2008年－2014年 | 洛尔·德罗什     | PS社会党                  |
| 2014年－       | 伊夫·尼科兰     | UMP人民运动联盟 →LR共和黨 |

在2017年法国大选的第一轮和第二轮选举中，法国现任总统马克龙在罗阿讷分别获得24.66%和67.15%的支持率，均居所有候选人首位。

## 经济

### 财政
2017年，罗阿讷的财政支出总额为4130.4万欧元，财政收入总额为4928.9万欧元，债务总额为1281.2万欧元。

### 收入
2014年，罗阿讷的人均月纯收入为2,047欧元，其中高级职员为3,825欧元，低于法国平均水平（4,141欧元）；普通工人为1,752欧元，高于法国平均水平（1,637欧元）。
2016年，罗阿讷的青壮年人口（15-64岁）失业率为9.6%。总人口中有35.9%拥有纳税资格。

## 人口
2015年，罗阿讷的市镇范围内的合法人口数量为34,831人，其中男性15,888人，女性18,943人，75岁及以上人口数量占比为12.8%，外籍人口2,922人，总人口数量在全法国排名第204位。人口密度为2,161人/平方公里。2016年，罗阿讷的出生人口数量为413人，死亡人口数量为401人。
当地居民被称为（男性）或（女性）。
| 年份   | 1936   | 1946   | 1954   | 1962   | 1968   | 1975   | 1982   | 1990   | 1999   | 2006   | 2011   | 2016   | 2017   |
| ------ | ------ | ------ | ------ | ------ | ------ | ------ | ------ | ------ | ------ | ------ | ------ | ------ | ------ |
| 人口數 | 41,460 | 44,518 | 46,501 | 51,731 | 53,381 | 55,195 | 48,705 | 41,756 | 38,896 | 36,126 | 36,147 | 34,685 | 34,366 |

截止2019年，罗阿讷是卢瓦尔省人口第三多的市镇，仅次于省会圣艾蒂安和其附近的卫星城圣沙蒙。

## 社会事务

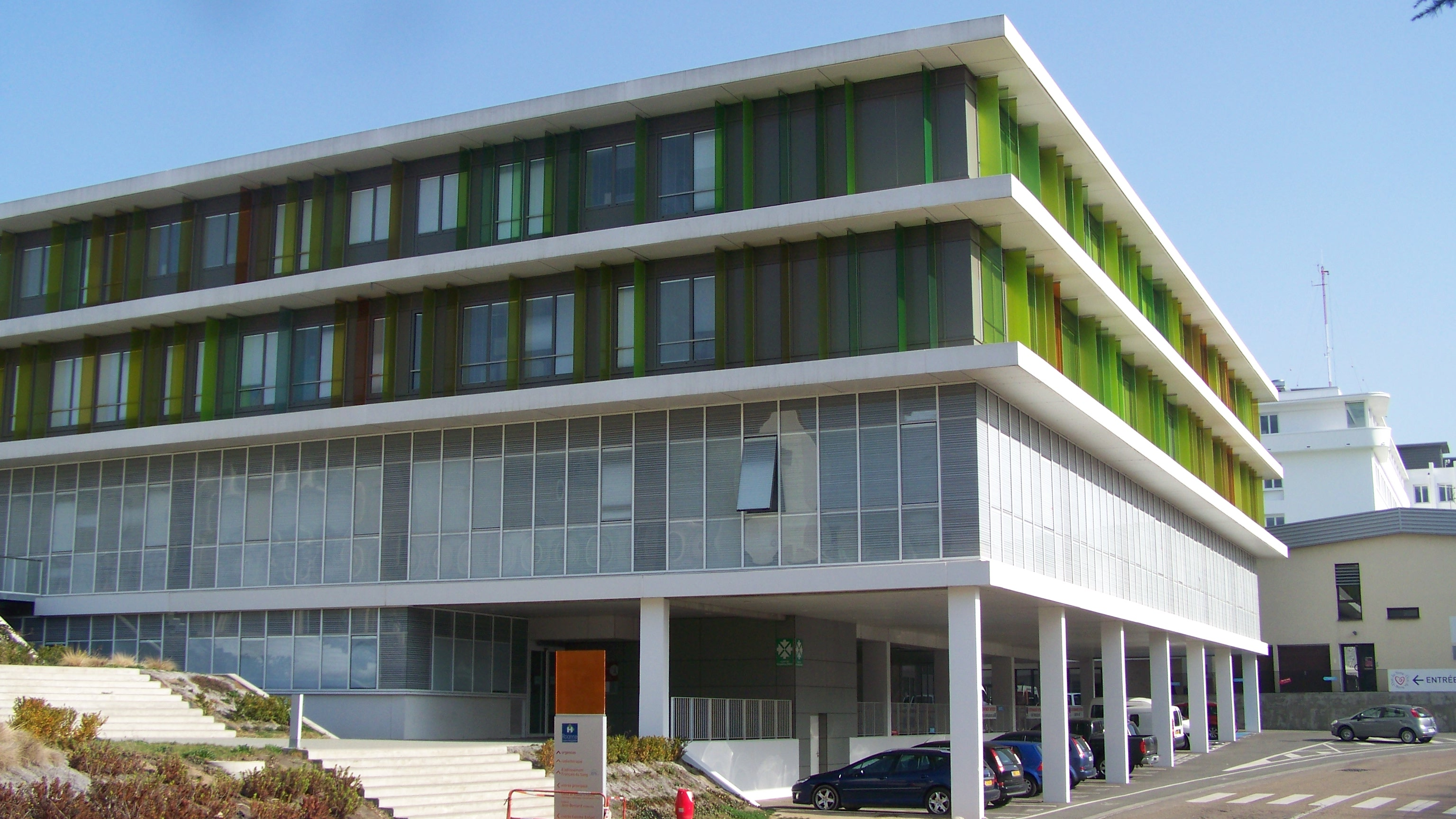
罗阿讷中心医院

### 科研教育
罗阿讷属于里昂学区。截止2018年底，罗阿讷境内共有4所幼儿园、17所小学、5所初级中学、5所普通高中和6所职业高中，此外还有一所卫生学校和两所职业培训中心。2018－2019年学年度，罗阿讷境内中等阶段在校学生总人数为4,991人。
在高等教育方面，圣艾蒂安大学的部分专业及其下属的应用科技学院在罗阿讷境内的大学城内授课。

### 医疗
截止2018年1月1日，罗阿讷境内共有全科医生46名，保健师31名，牙医31名，护士59名，耳科医生3名，眼科医生8名，皮肤科医生3名，助产士5名和妇科医生3名。市区内共有药房22家。
私立的勒奈松医院（Clinique du Renaison）和公立的罗阿讷中心医院是当地主要的综合性医疗机构。
此外，罗阿讷境内还有9家养老院和8处残疾人帮扶中心。

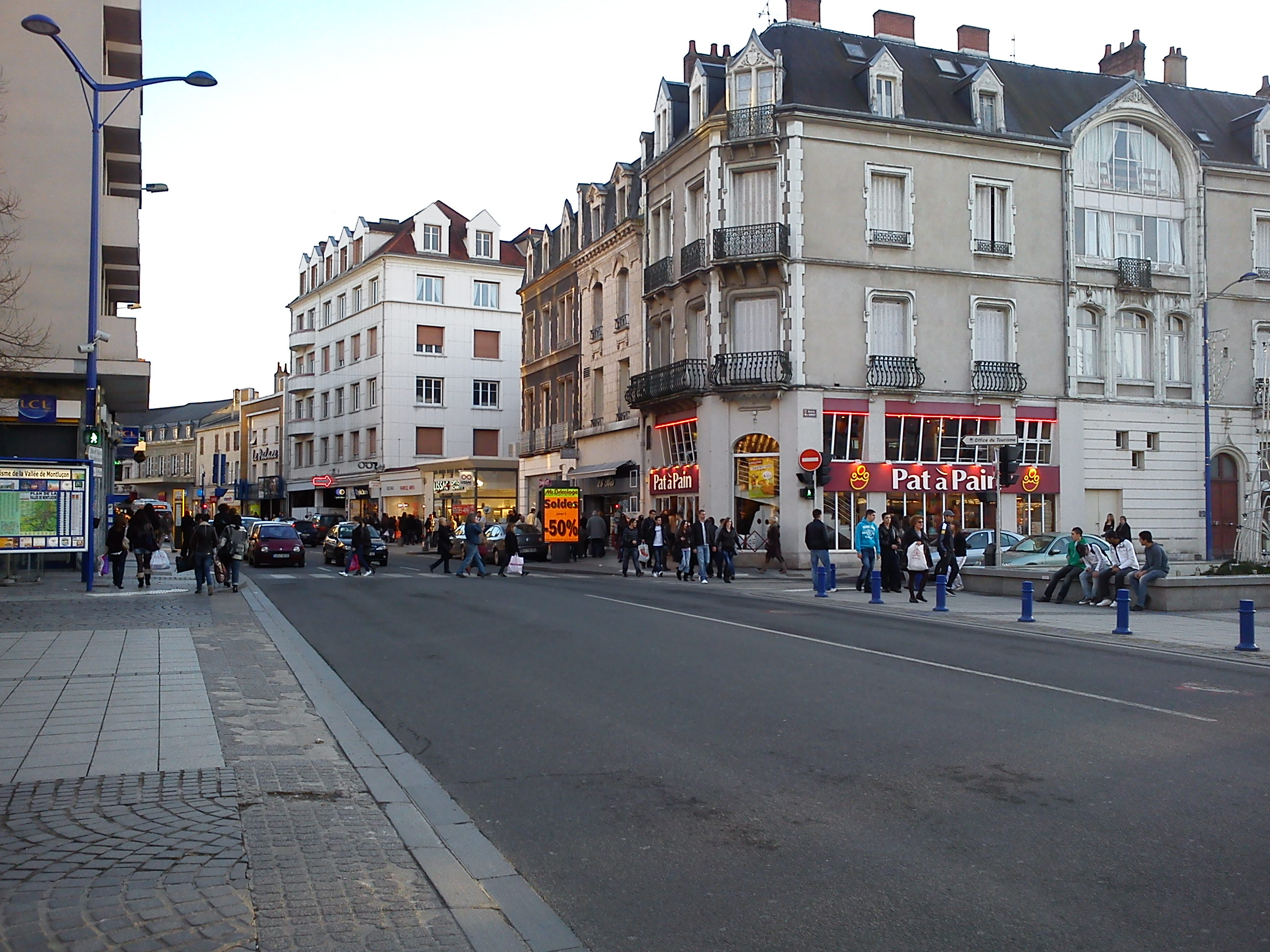
罗阿讷市中心的“库尔泰大道”

### 住房
2015年，罗阿讷境内共各类居民住房22,466处，比上一年增加了115处。其中81.8%为常住居民住房。

### 商业
2015年，罗阿讷境内共有各类商业铺面2,739家，其中餐饮服务类商业铺面1,056家，个体性的商铺主要位于罗阿讷市中心，而罗阿讷市区西北部则有大型商场分布，并有公共汽车连接市区。

### 体育
截止2019年初，罗阿讷共包括2个游泳池，14个健身房，3个体育场，18个网球场，5个足球或橄榄球场和10个篮球或排球场。
罗阿讷篮球俱乐部是当地的一支篮球俱乐部，成立于1937年，曾获得过两次法国篮球甲级联赛的冠军。
罗阿讷足球俱乐部是当地的一支足球俱乐部，成立于2007年，由当地的两家小型俱乐部合并而成，尚未参加过职业联赛。
罗阿讷四路通公路俱乐部则是当地的一家山地自行车俱乐部，成立于1924年。

### 环境

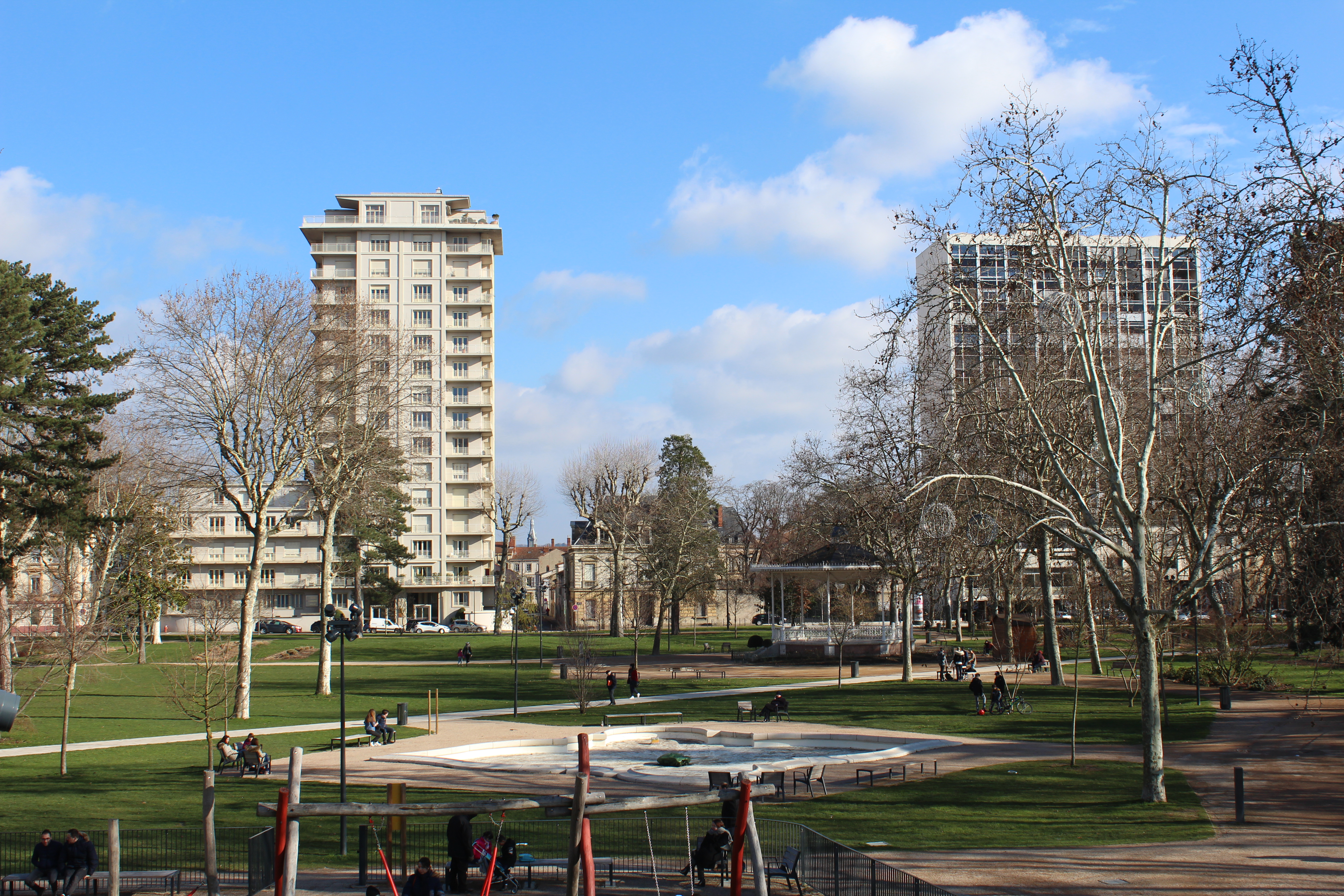
位于罗阿讷市中心的波皮勒公园

罗阿讷境内的环境和可持续发展事务由罗阿讷城市圈公共社区负责。2015年，罗阿讷市区内共有12家污染企业，当年的二氧化氮浓度平均值为21 µg/m³，臭氧浓度平均值为50µg/m³，颗粒物平均值为15µg/m³，均低于法国平均水平。

### 治安
罗阿讷市区内共有一个派出所、一个消防队和一个国家宪兵队。
2014年，罗阿讷及其附近地区共发生各类案件4,297起，其中盗窃类案件2,424起，经济类案件545起，人身侵害案件842起，毒品交易和运输案件309起。

## 文化

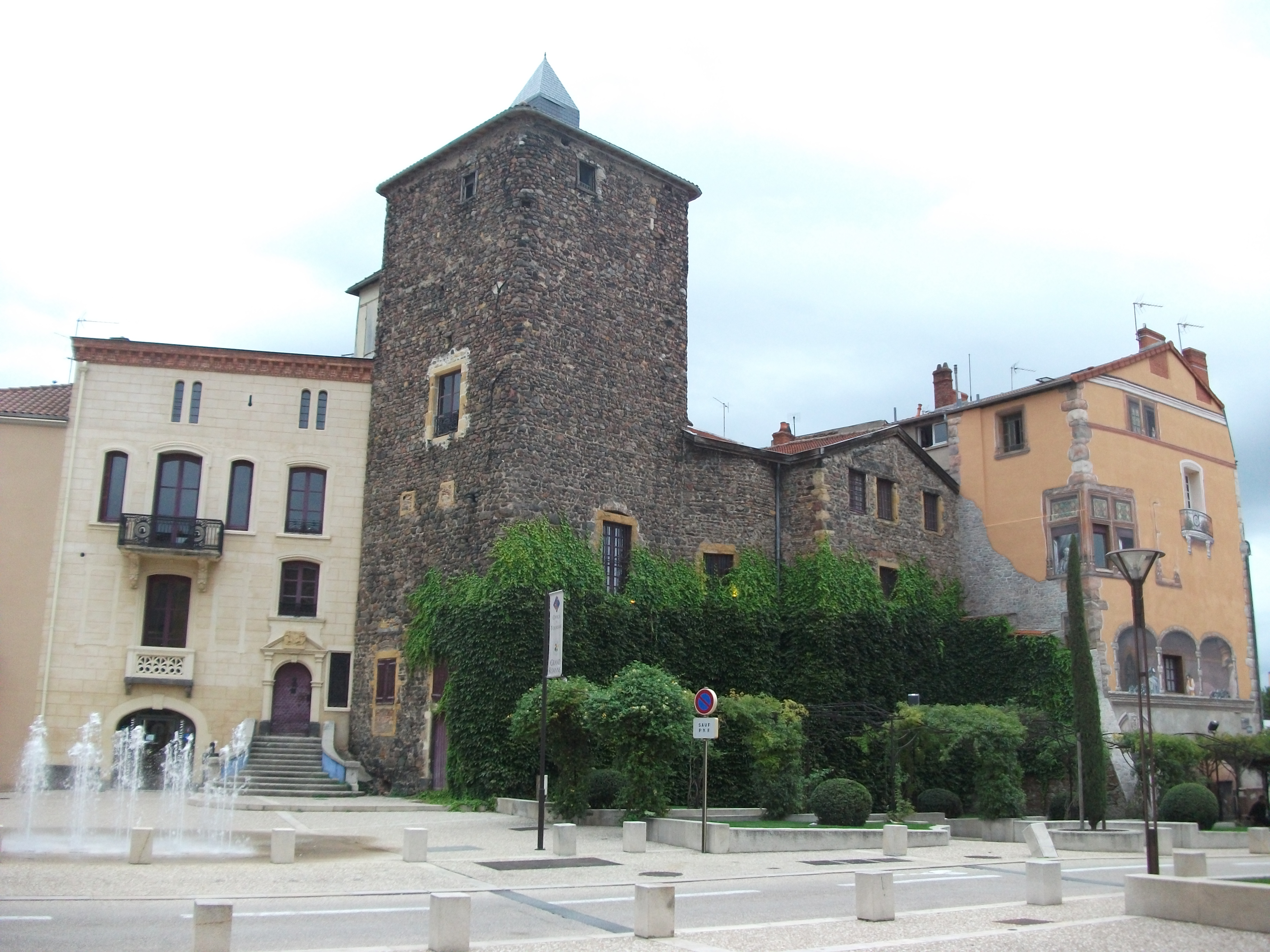
罗阿讷城堡

### 旅游
罗阿讷境内的旅游景点以历史古迹为主。截止2019年9月，罗阿讷市区内共有7处国家级文物，其中罗阿讷城堡建于中世纪，几经战火，现仅剩碉楼部分，是当地的代表性景点，也是罗阿讷的标志性建筑之一。除此之外，卢瓦尔河沿岸开辟的多处体育公园和步行道，也已成为了大众活动场所。罗阿讷设有1处旅游接待中心（Office de Tourisme）和4家宾馆共计213间房间。

### 媒体
法国本土主要的国家性电视台和广播电台在罗阿讷均可接收，其中法国电视三台下属的奥弗涅-罗讷-阿尔卑斯大区频道在部分时段播放地区新闻。《罗阿讷地区》则是当地的一个周刊。

## 友好城市
截至2020年4月，罗阿讷共与以下6个城市互为友好城市：
| - 西班牙 瓜达拉哈拉 - 英国 納尼頓 - 德国 罗伊特林根 | - 義大利 蒙泰瓦尔基 - 羅馬尼亞 皮亚特拉-尼亚姆茨 - 波蘭 莱格尼察 |